# U-272
U-272 — средняя немецкая подводная лодка типа VIIC времён Второй мировой войны.

## История
Заказ на постройку субмарины был отдан 20 января 1941 года. Лодка была заложена 28 ноября 1941 года на верфи Бремен-Вулкан под строительным номером 37, спущена на воду 15 августа 1942 года. Лодка вошла в строй 7 октября 1942 года под командованием оберлейтенанта Хорста Heppа.

### Флотилии
- 7 октября 1942 года — 12 ноября 1942 года — 8-я флотилия (учебная)

### История службы
Лодка не совершала боевых походов, успехов не достигла. Затонула 12 ноября 1942 года близ Хелы, в районе с координатами 54°45′ с. ш. 18°50′ в. д. в результате столкновения с U-634. 29 человек погибли, 19 членов экипажа спаслись. В отдельных источниках указывается количество спасшихся не 19 а 79, но это слишком большое число людей для подлодки такого класса.